# Брель (Уаза)
Брель (фр. Bresles) — коммуна на севере Франции, регион О-де-Франс, департамент Уаза, округ Бове, кантон Муи. Расположена в 13 км к востоку от Бове и в 67 км к северу от Парижа, в 9 км от автомагистрали А16 "Европейская".
Население (2018) — 4 051 человек.

## История
В 1834 году в Бреле была открыта известная кондитерская фабрика, а сто лет спустя ― ликеро-водочный завод, проработавший до 1963 года. В 1997 году кондитерская фабрика была закрыта, а годом позже её здание снесено.

## Достопримечательности
- Шато Брель XVI века, в котором в настоящее время располагается мэрия города
- Церковь святых Гервасия и Протасия (Saint-Gervais-et-Saint-Prothais). Неф XI века в романском стиле с приделом XVI века и колокольней XIX века в неороманском стиле

## Экономика
Структура занятости населения:
- сельское хозяйство — 0,7 %
- промышленность — 19,3 %
- строительство — 7,5 %
- торговля, транспорт и сфера услуг — 50,7 %
- государственные и муниципальные службы — 21,7 %

Уровень безработицы (2017) — 13,5 % (Франция в целом — 13,4 %, департамент Уаза — 13,8 %). 

Среднегодовой доход на 1 человека, евро (2018) — 21 350 (Франция в целом — 21 730, департамент Уаза — 22 150).

## Демография
Динамика численности населения, чел.

## Администрация
Пост мэра Бреля с 2014 года занимает Доминик Кордье (Dominique Cordier). На муниципальных выборах 2020 года возглавляемый им правый список победил в 1-м туре, получив 57,92 % голосов.
| Период | Период | Фамилия        | Партия        | Примечания |
| ------ | ------ | -------------- | ------------- | ---------- |
| 1989   | 2008   | Жак Трюбер     | Разные правые | пенсионер  |
| 2008   | 2014   | Жак Без        | Разные правые | сантехник  |
| 2014   |        | Доминик Кардье | Разные правые | врач       |

## Известные уроженцы
- Жак Дорио (1898-1945), французский политический деятель и журналист

## Галерея

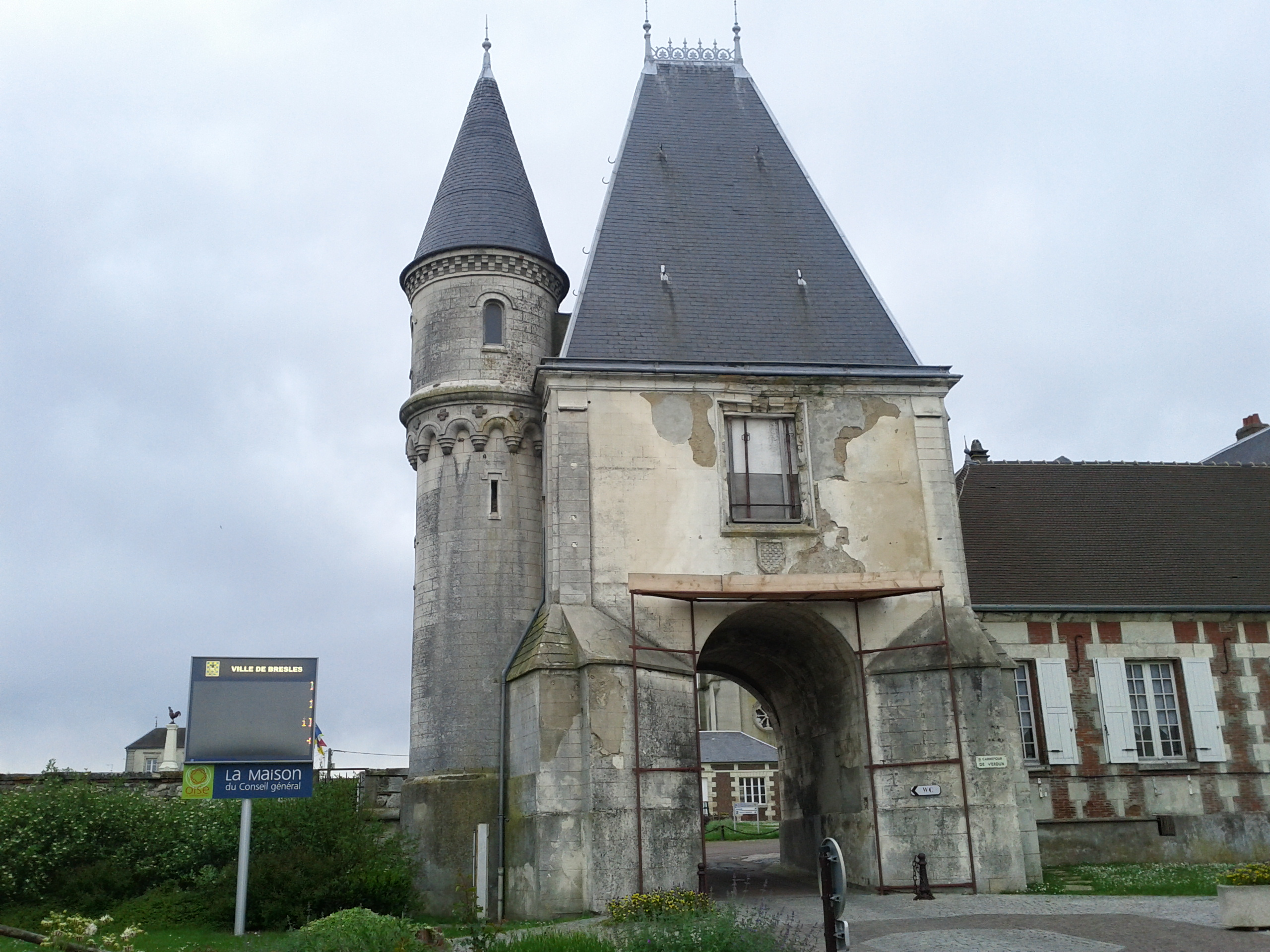
Ворота шато Брель
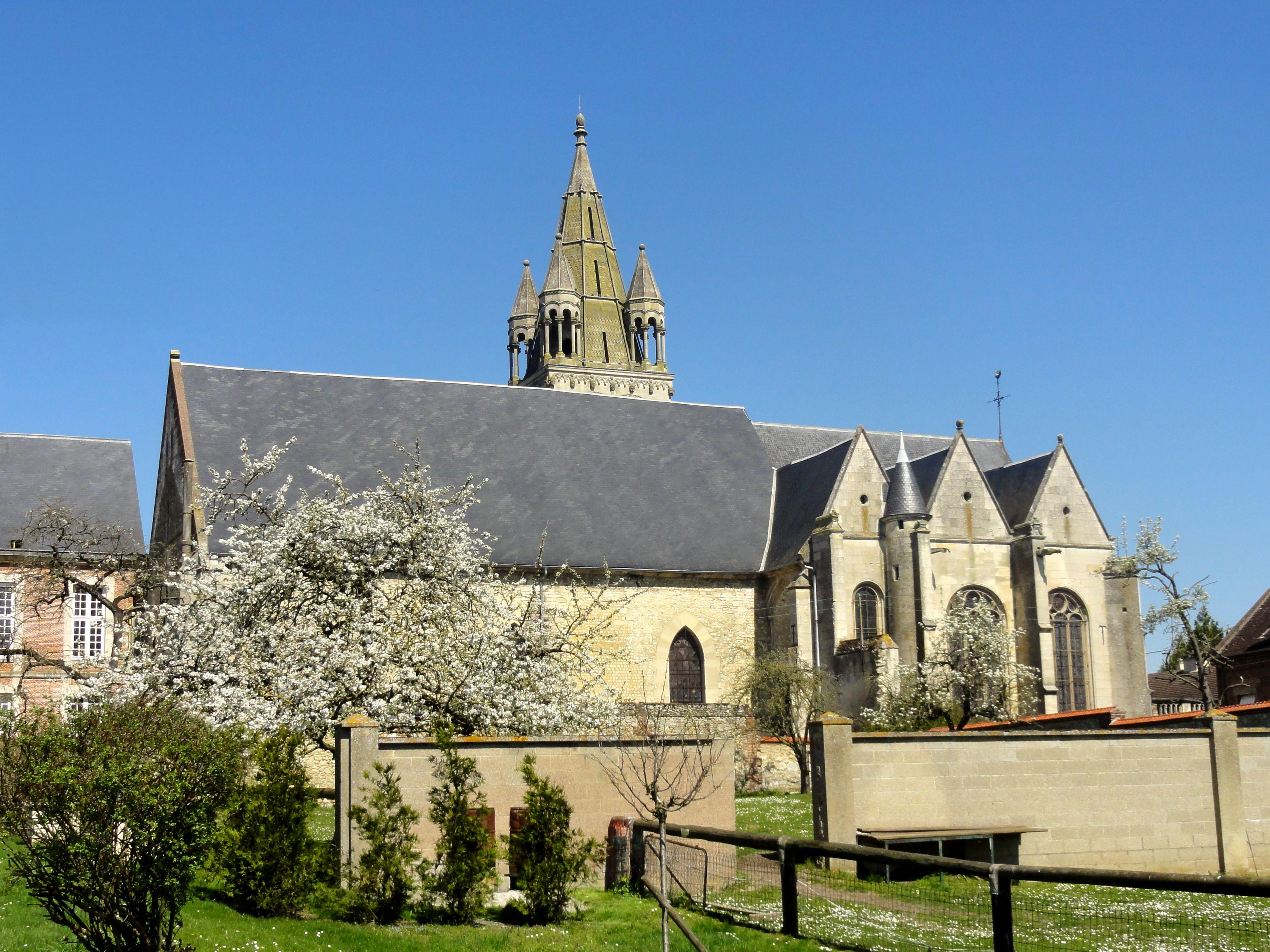
Церковь Святых Гервасия и Протасия
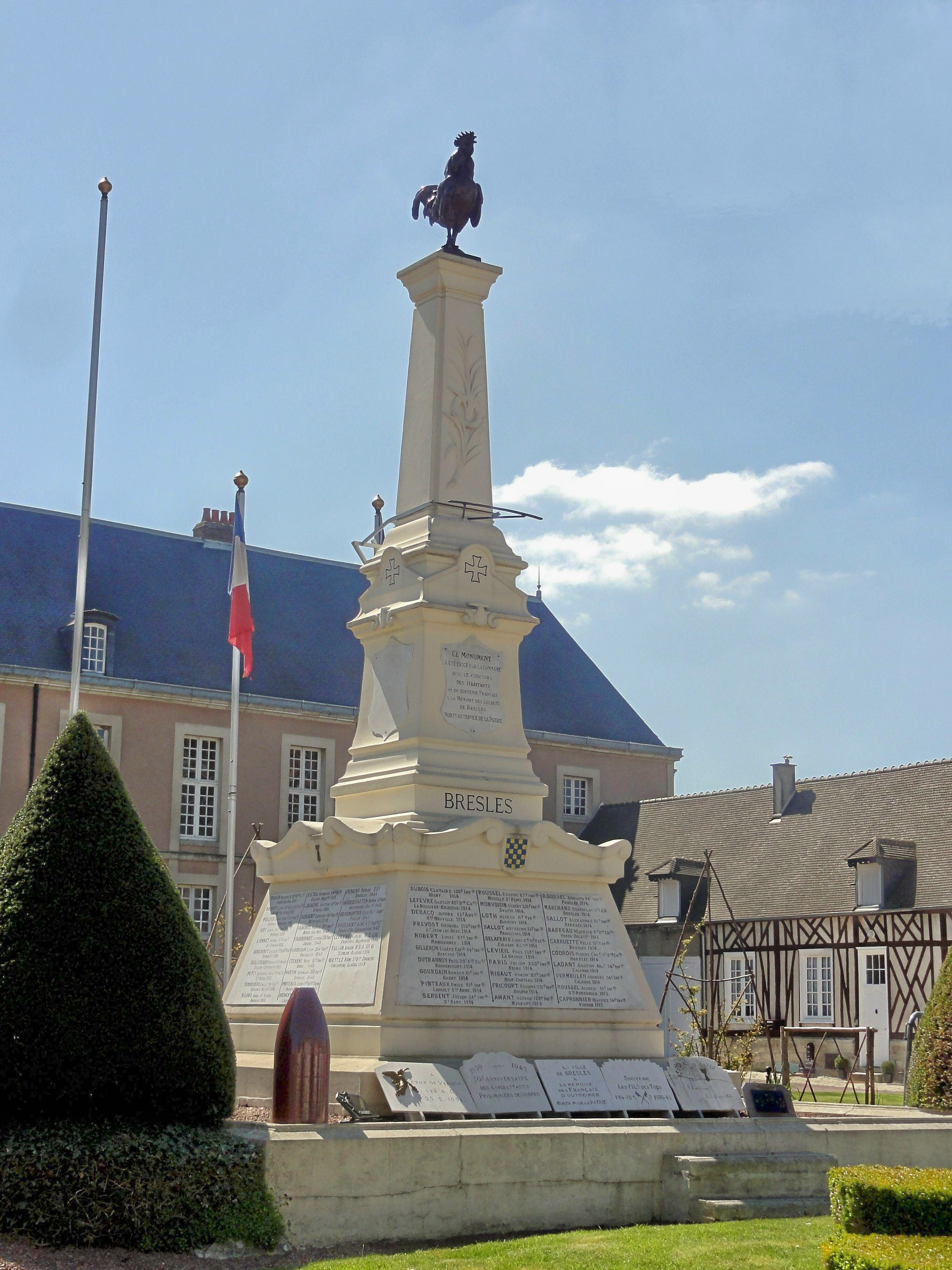
Памятник павшим

1. 1 2  база данных о французских коммунах — Национальный географический институт Франции, 2015.